# Togbe Osei III

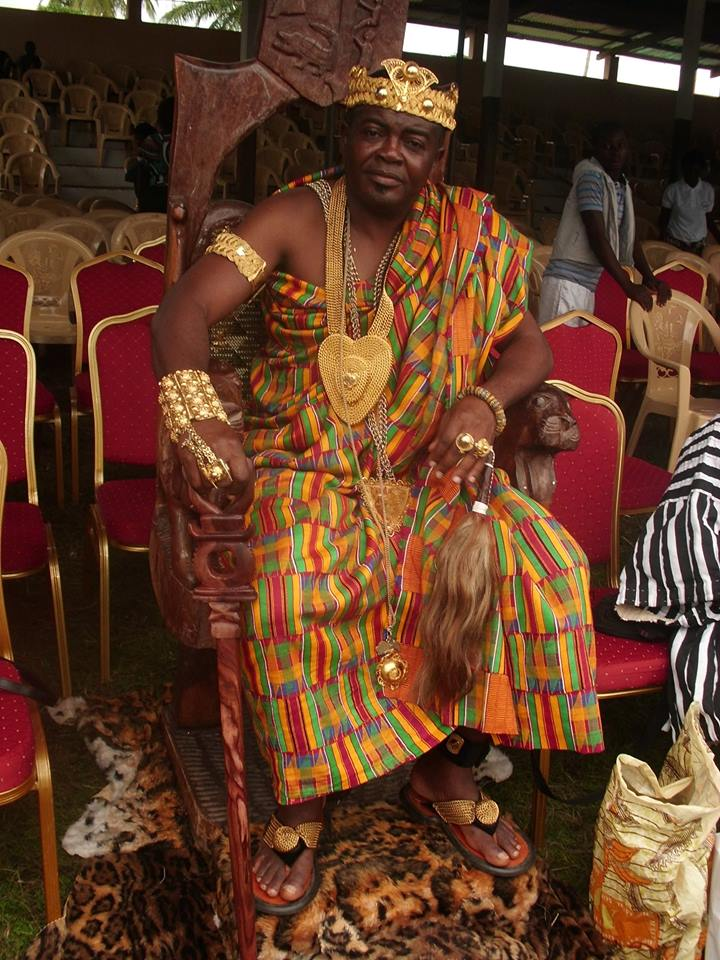
Togbe Osei III de Godenu

Togbe Osei III (nascido em 18 de agosto de 1966) é um monarca e governante tradicional, o Togbe de Gbi Godenu, na área tradicional de Hohoe na Regiāo do volta em Gana desde 2002.

## Vida
Togbe Osei III nasceu em Godenu, Região do Volta, Gana em 18 de agosto de 1966.
Ele frequentou e se formou em algumas das principais escolas de Gana antes de passar nos Exames do Serviço Nacional.
O Togbe começou sua carreira trabalhando para o Gana Education Service, uma autoridade nacional responsável pela educação, e continuou sua carreira distinta no emprego do Serviço de Polícia de Gana.
Após seu serviço na força policial, Togbe trabalhou como consultor de segurança para várias instituições governamentais.
Em 29 de junho de 2002, ele foi apontado como o governante tradicional, ou Togbe, de Godenu sucedendo seu avô e seguindo a linha de primogenitura da família Gadagoe.  
Desde 2009, ele ocupou uma posição de autoridade dentro do Ministério da Justiça em Gana, um departamento dentro do Serviço Judicial do Gana.

## Engajamento
Togbe Osei III está empenhada em servir o povo de Godenu. Por alguns anos ele construiu escolas em sua região e iniciou muitos projetos humanitários em cooperação com várias ONGs de todo o mundo. 
Também se destaca por convidar em algumas ocasiões seus colegas Togbe(s) a trabalharem em conjunto e levarem desenvolvimento as regiões onde reinam  e referente a isso faz parte da GbiDukor, cujo objetivo é proteger a cultura dessas áreas tradicionais além de promover o desenvolvimento conjunto dessas regiões

## Título e honras
•29 de junho de 2002-presente Sua Majestade o Rei
Seleção das mais importantes encomendas e prêmios:
- Grandmaster, Ordem Real do Elefante de Godenu
- Grandmaster, Ordem Real do Leão de Godenu
- Grand Cross, Ordem Real e Hachemita da Pérola (Sulu, Philippines)
- Medalha de Honra, Associação dos Autarcas Monárquicos (Portugal) [6]